# Maître aux grisailles fleurdelisées
Le Maître aux grisailles fleurdelisées désigne par convention un enlumineur actif entre 1460 et 1480 à Lille. Il doit son nom à son usage presque exclusif de la technique de grisaille et sa propension à placer des fleurs de lys sur le cadre de ses miniatures. Employé à plusieurs reprises par Jean de Wavrin, il est proche d'autres enlumineurs de la ville comme le Maître du Champion des dames ou le Maître de Wavrin.

## Éléments biographiques

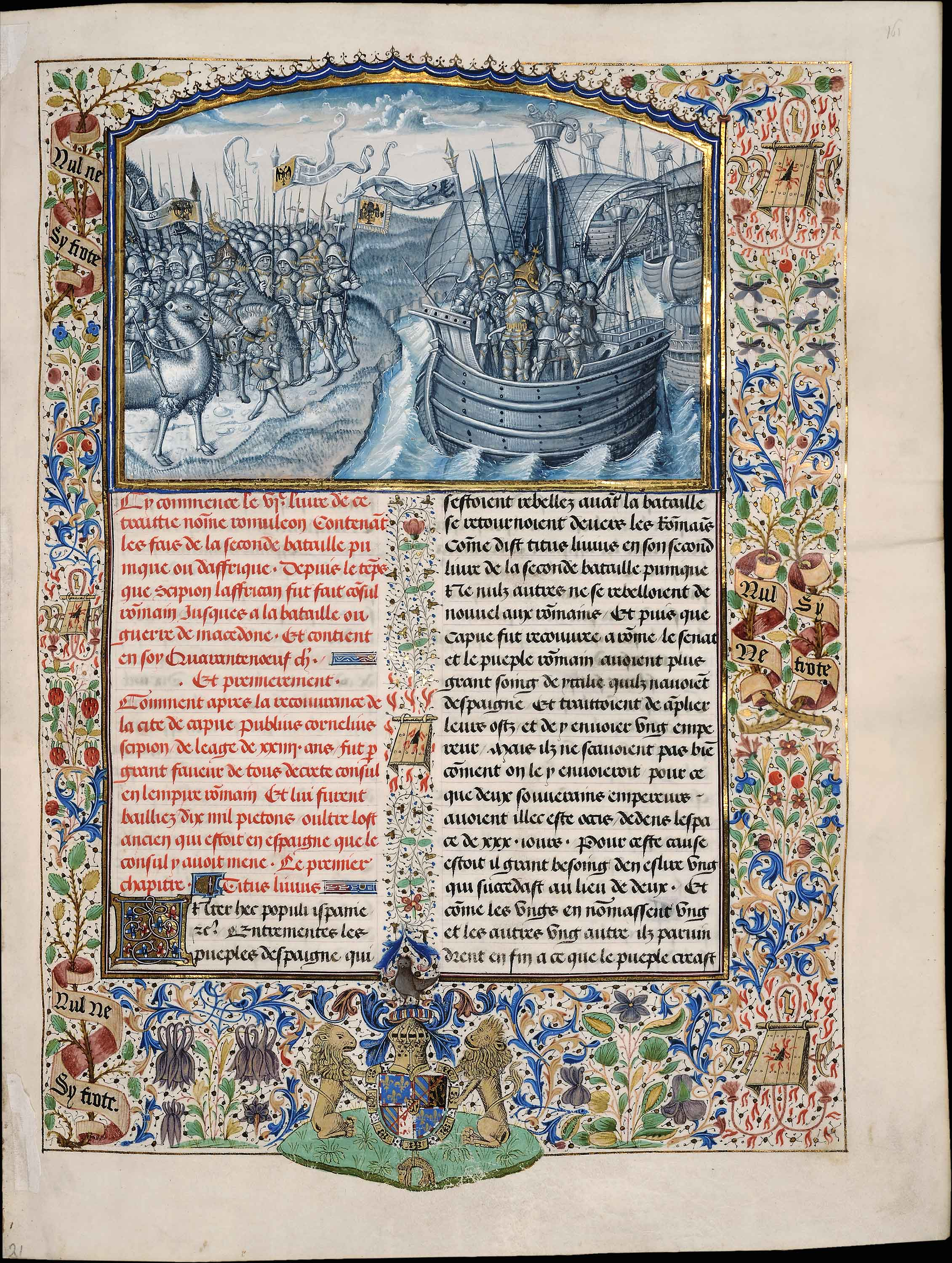
Miniature du Romuléon (Miélot), f.161r.

La dénomination de cet artiste et la définition de son style datent de 2009 et sont dues aux historiens de l'art Ilona Hans-Collas et Pascal Schandel. Son activité est localisée à Lille et partage plusieurs caractéristiques communes avec d'autres enlumineurs de la ville tels que le Maître du Champion des dames et le Maître de Wavrin. Comme eux, il partage les mêmes commanditaires lillois comme Jean de Wavrin, il illustre des textes écrits dans la ville tels que ceux de Jean Miélot et use de la technique du dessin aquarellé ainsi que du support papier. Il se distingue de ses collègues par le fait qu'il collabore avec d'autres artistes dans la réalisation de certains manuscrits comme Liévin van Lathem ou le Maître de la Toison d'or de Vienne et de Copenhague.

## Style

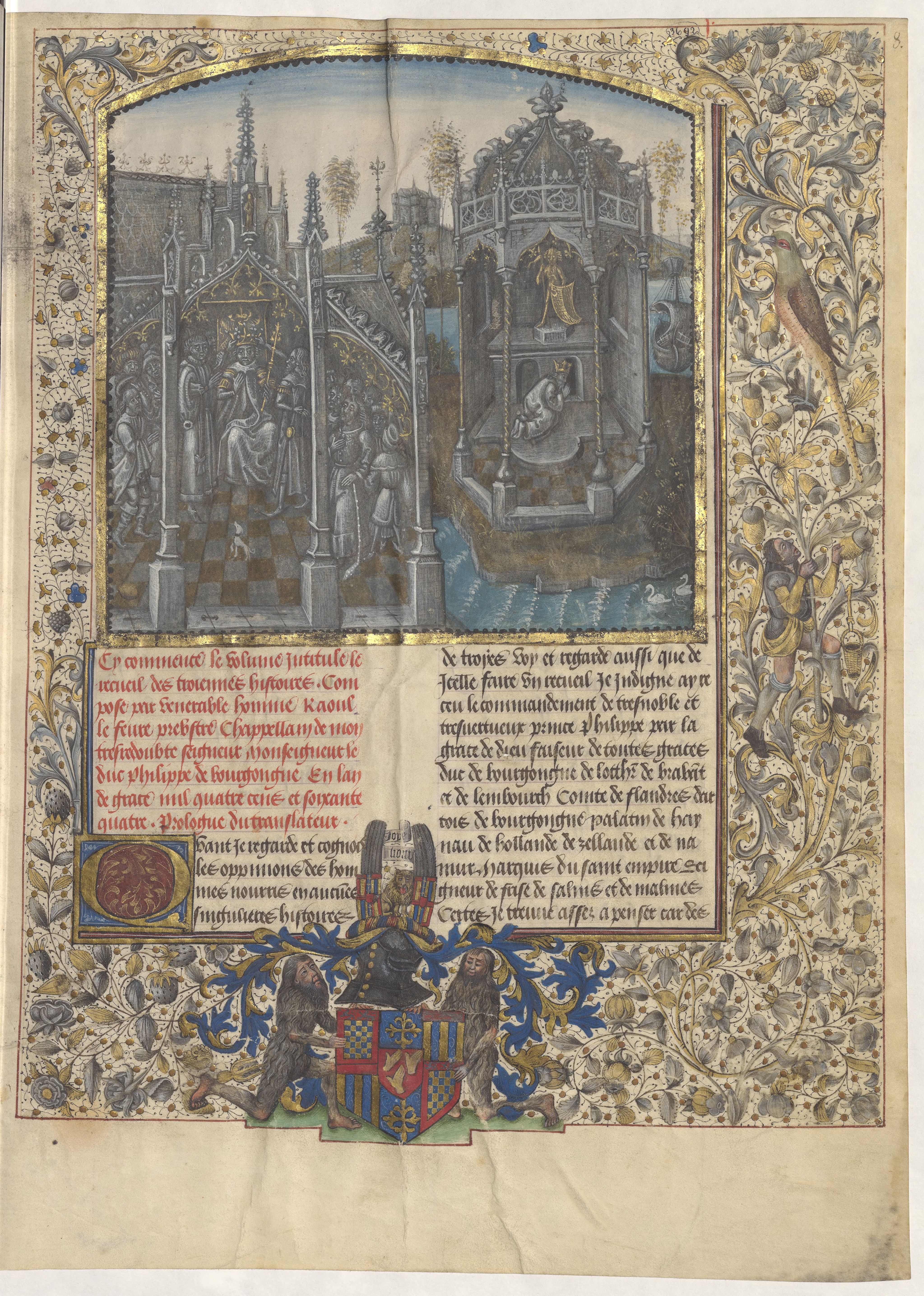
Frontispice du Recueil des histoires de Troie, f.8r.

L'enlumineur utilise exclusivement la grisaille ou la semi-grisaille mais en mettant en œuvre différentes techniques. Il utilise des camaïeux de gris ou de bleu soyeux sur le support papier ou bien dans des tonalités plus mates sur le support parchemin. Le rebord de ses miniatures sont fréquemment ponctués de dessins de fleur de lis, ce qui lui a donné de son nom de convention, ou bien de fleurons ou encore de motifs perlés ou festonnés. Tous ces motifs permettent d'identifier la production du maître. Le fleuron constitue d'ailleurs son motif fétiche, le représentant à de nombreuses reprises dans les décors de ses miniatures. La fleur de lis est par ailleurs présente dans les armes de la ville de Lille et le fleuron servait de marque de fabrique des relieurs lillois.
Ses personnages sont représentés cambrés, les jambes fines, qui rappellent ceux du Maître de Wavrin. Ils sont toujours individualisés, avec des coiffures complexes et la tête d'une taille disproportionnée. Les paysages prennent la forme d'ondulations verdoyantes, couverts d'arbres très fins et les architectures sont hautes et sans profondeur, aux toits de couleur bleu, avec des arcs en accolade et de lourdes voutes d'ogives.

## Œuvres attribuées

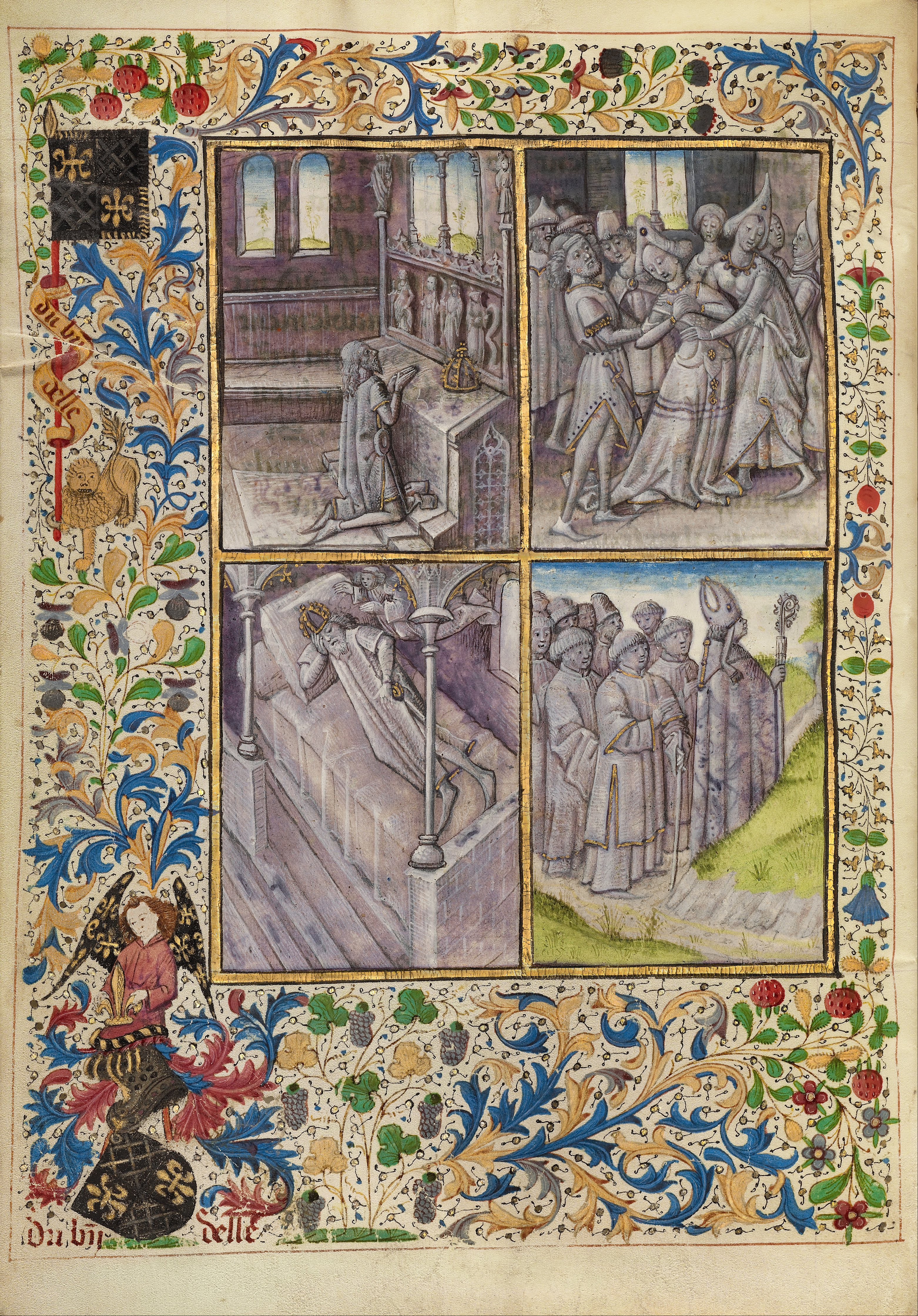
Scène de la vie de Constantin, Invention et translation du corps de saint Antoine, Getty, f.10v.

- Invention et translation du corps de saint Antoine, en collaboration avec le Maître du Girart de Roussillon, vers 1465-1470, J. Paul Getty Museum, Los Angeles, Ludwig XI 08[3]
- Compilation de textes de Jean Miélot, vers 1465-1470, Bibliothèque nationale de France, Fr.17001
- Romuléon traduit par Jean Miélot et destiné à Antoine de Bourgogne, 81 miniatures en collaboration avec Liévin van Lathem, vers 1468, Bibliothèque royale de Belgique, Ms.9055
- Recueil des histoires de Troie de Raoul Lefèvre destiné à Perceval de Dreux, 32 miniatures, vers 1468, Bibliothèque de l'Arsenal, Paris, Ms.3692
- Roman de Perceforest destiné à Louis de Gruuthuse, livre 3, vers 1468, BNF, Fr.347
- Traité des quatre dernières choses de Gérard de Vliederhoven traduit par Jean Miélot, destiné à Charles Ier de Croÿ-Chimay, 5 miniatures, vers 1472-1486, BRB, Ms.9048
- Chronique de Baudouin d'Avesnes, destinée à Louis de Gruuthuse, une miniature (f.169) du maître en collaboration avec le Maître de la Toison d'or de Vienne et de Copenhague, BNF, Fr.279
- Chroniques de Pise pour Guillaume de Ternay, prévôt de Lille, en collaboration avec le Maître de la Toison d'or de Vienne et de Copenhague, Universitäts- und Landesbibliothek Darmstadt (de), Darmstadt, Ms.133
- L'Enseignement de saint Pierre de Luxembourg destiné à Jean de Wavrin, Bibliothèque de l'Arsenal, Ms.2066
- Bulla Aurea pour Jean de Wavrin, Bibliothèque bodléienne, Oxford, ms.Rawl.C.29
- Livre de prières d'Henricus Ysendijc, 234 folios et 39 miniatures vers 1475 (au cours d'une seconde campagne intervenant après le Maître de Johannes Gielemans), coll. part., passé en vente à la librairie Les Enluminures[4] et chez Christie's le 16 juillet 2014 (lot 16)[5]